# スリナムの首脳のリスト
スリナムの首脳のリストは、スリナムの首脳のリストである。

## 知事のリスト
（斜体の日付は、事実上の職務継続を示します）

## 語
- A。私は。=広告暫定; ラテン語：「さらに通知があるまで」
- YRS。= Jonkheer：貴族の称号
- 氏=役職、マスター：法学修士

## 1975年にオランダからの独立へスリナムの知事

### コロニーフランシス、パラムの主ウィロビー
（ロイヤリスト、イギリス国王チャールズ1世を参照）
- 1650-1654：アンソニーロウズ
- 1654-1667：ウィリアム・バイアム

### アブラハムCrijnssenはゼーラントのためのスリナムを捕獲し、
- 1667-1667：モーリッツデラマ

### 英語によるReoccupation
- 1667-1668：サミュエルバリー
- 1668-1668：ジェームズバニスター

### スリナム、Crijnssen（1668年から1799年までの期間）によるレコンキスタ後の
- 1668-1669：アブラハム・クラインスセン（引退）
- 1669-1671：フィリップジュリアスリヒテンベルク
- 1671-1677：ピーター・ヴェルスター
- 1677-1677：アベルティソ（引退）
- 1677-1678：トビアス・アドリアエンセン
- 1678-1678：アベルティソ（引退）
- 1678–1680：ヨハネス・ハインシウス
- 1680- 1680年：エバールド・ヴァン・ヘメルト（引退）
- 1680-1683：Laurens Verboom（引退）
- 1683-1688：コルネリス・ファン・エアセン・ヴァン・ソメルズダイク
- 1688-1689：アブラハムヴァンフレデンブルク（引退）
- 1689-1696：ヨハン・ヴァン・シャルフイゼン
- 1696-1707：パウルス・ファン・デル・ヴィーン氏
- 1707-1707：ウィレム・ド・グルイター氏
- [ 1707-1710：FrançoisAnthony de Rayneval（引退）
- 1710-1715：ヨハン・デ・ゴイヤー
- [ 1715-1716：FrançoisAnthony de Rayneval（引退）
- 1716-1717：ヨハン・デ・マホニー
- 1717-1718：FrançoisAnthony de Rayneval（引退）
- 1718- 1721年：ヤン・チェティエ
- 1721-1722：FrançoisAnthony de Rayneval（引退）
- 1722-1727：ヘンドリック・テミング氏
- 1727-1728：FrançoisAnthony de Rayneval（引退）
- 1728-1734：カレル・エミリウス・ヘンリー・ド・シュース氏
- 1734-1734：ヨハン・フレデリク・コルネリス・ド・フリース（引退）
- 1734-1735：ジェイコブ・アレクサンダー・ヘンリー・ド・シュース氏
- 1735-1735：ヨハン・フレデリク・コルネリス・ド・フリース（引退）
- 1735-1737：ジョーン・レイ氏
- 1737-1742：ジェラール・ヴァン・デ・シェッパー
- 1742-1751：ヨハンジェイコブモーリシャス
- 1751–1752：ヘンドリックエルンストバロンヴァンシュポルケ（a。I.）
- 1752-1754：ウィグボールドクロメリン（a。I.）
- 1754–1756：ピーター・アルバート・ファン・デル・メール
- 1756-1757：Jan Nepveu（引退）
- 1757-1768：ウィグボールドクロメリン
- 1768-1779：ヤンネプヴ
- 1779-1783：バーナード・テクシエ
- 1783-1784：ウォルファートジェイコブビールズナイダーマトロオス（a。I.）
- 1784-1790：ヤン・ゲルハルト・ウィッチャース氏
- 1790-1802：ジュリアーンフランソワデフリデリシ

### イギリスの保護（期間1799年から1802年）
- 1802-1803：ウィレムオットーブロワヴァントレスロング（引退）
- 1803-1804：ピエールベランジェ

### 英国のルール（期間1804年4月から1816年2月）
- 1804-1805：チャールズグリーン ir
- 1805-1808：ウィリアムカーリオンヒューズ
- [ 1808-1809：ジョン・ワードラウir（引退）
- 1809-1811：チャールズ、ベンティンク伯爵
- 1811-1816：ピンソンボナム（引退）

ナポレオン・ボナパルトもご覧ください

### -スリナムはオランダの植民地（1950年1月の期間1816年2月）である
- 1816-1816：ウィレム・ベンジャミン・ファン・パンヒュース
- 1816-1822：コルネリス・ラインハルト・ヴァイヨン氏
- 1822-1828：アブラハムデヴィール
- 1828-1831：パウルスロエロフカンツラー
- 1831-1838：エバート・ルドルフ・バロン・ファン・ヘッケレン氏
- 1838- 1839年：フィリップス・デ・カンター氏（退職）
- 1839-1842：ジュリアスコンスタンティンレイク
- 1842-1842：フィリップス・デ・カンター氏（退職）
- 1842-1845：バーチャードジャンエリアス
- 1845-1845：フィリップス・デ・カンター氏（退職）
- 1845-1852：レニエフレデリックバロンヴァンレーダーズ
- 1852-1852：フィリップス・デ・カンター氏（退職）
- 1852-1852：Coenraad Barends（a。I .）
- 1852-1855：年 アルテンシュタットのヨハン・ジョージ・オットー・スチュアート・フォン・シュミット
- 1855-1859：チャールズピエールシンプフ
- 1859-1867：ラインハルト・フランス・ヴァン・ランスバーグ
- 1867-1873：ウィレム・ヘンドリク・ヨハン・ファン・イジンガ
- 1873-1882：Yr。コルネリス・アスカニウス・ファン・シペステイン
- 1882-1885：ヨハネスハーバートAWバロンヴァンヘルトデッドエバーズバーグ
- 1885-1888：ヘンドリックヤンスミット氏
- 1888-1889：Warmolt Tonckens J. Lz。（A. I.）
- 1889-1891：yr。モーリッツ・アドリアーン・ド・サヴォルナン・ローマン氏
- 1891-1896：年 氏タイタスアンソニー・ヤコブ・ファン・アッシュバンWijck
- 1896-1902：Warmolt Tonckens J. Lz。（A. I.）
- 1902-1905：Ir。コルネリス・レリー
- 1905-1905：デイビッド・ヘンドリク・ハヴェラー（退職）
- 1905-1908：アレクサンダー・ウィレム・フレデリック・イデンブルク
- 1908-1908：ピーター・ホフステデ・クル氏（引退）
- 1908- 1911年：ダーク・フォック氏
- 1911- 1911年：ルイ・マリー・ローリン・クーケルク氏（退職）
- 1911- 1911年：ピーター・ホフステデ・クル氏（退職）
- 1911-1916：ウィレム・ダーク・ヘンドリック・バロン・ファン・アスベック
- 1916-1920：ジェラルド・ヨハン・スタール
- 1920- 1921年：ランベルトゥス・ヨハネス・リートバーグ氏（退職）
- 1921-1928：アーノウヤンアンアレイドバロンファンヘームストラ氏
- 1928-1928：ヤン・ルーシーズ・ニンシン氏（退職）
- 1928-1933：博士 アブラハムアーノルドローデウェイクラトガース
- 1933-1933：ミスター博士 フランシスカス・ローレンティウス・ジョセフス・ファン・ハーレン（非退職）
- 1933-1944：教授 ヨハネスコエンラードキールストラ
- 1944-1948：ヨハネス・コルネリス・ブロンズ氏
- 1948-1948：マールテン・ド・ニート氏（退職）
- 1948-1949：博士 ウィレム・ヘンダー
- 1949-1949：マールテン・ド・ニート氏（退職）

### 暫定コントロール（1950-1954）と自律王国（1954年10月から1975年11月）内の国
1959年から1975年までのスリナム知事の旗（スリナムの旗も参照）
- 1949-1956：ヤン・クラセス氏
- 1956-1956：コルネリス・ナゲテガル氏（退職）
- 1956-1962：ヤンヴァンティルブルフ
- 1962-1963：アーチボルドカリー（非推奨）
- 1963-1963：フランソワ・ハーバーシュミット氏（退職）
- 1963-1964：アーチボルドカリー
- 1964-1965：フランソワ・ハーバーシュミット氏（退職）
- 1965-1968：ヘンリー・ルシアン・ド・フリース氏
- 1968-1968：フランソワ・ハーバーシュミット氏（退職）
- 1968-1975：博士 ヨハン・アンリ・エリザ・フェリエ

## 歴代大統領の一覧
大統領以外の役職の者が元首となったことがあるため、ここではそれらも含めて一覧とした。
| 大統領 | 大統領 | 大統領                                           | 任期           |                | 所属政党       |
| 代     | 肖像   | 名前                                             | 就任日         | 退任日         | 所属政党       |
| ------ | ------ | ------------------------------------------------ | -------------- | -------------- | -------------- |
| 1      |        | ヨハン・フェリエールJohan Ferrier                | 1975年11月25日 | 1980年8月13日  | 無所属         |
| -      |        | デシ・ボーターセDési Bouterse                    | 1980年8月13日  | 1980年8月15日  | 無所属（軍人） |
| 2      |        | ヘンデリック・チン・A・センHendrick Chin A Sen   | 1980年8月15日  | 1982年2月4日   | 国民共和党     |
| -      |        | デシ・ボーターセ Dési Bouterse                   | 1982年2月4日   | 1982年2月8日   | 無所属（軍人） |
| 3      |        | フレート・ラムダット・ミシェルFred Ramdat Misier | 1982年2月8日   | 1988年1月25日  | 無所属         |
| 4      |        | ラムセワク・シャンカルRamsewak Shankar           | 1988年1月25日  | 1990年12月24日 | 進歩改革党     |
| -      |        | イワン・グラノーストIvan Graanoogst              | 1990年12月24日 | 1990年12月29日 | 無所属（軍人） |
| 5      |        | ヨハン・クラーフJohan Kraag                      | 1990年12月29日 | 1991年9月16日  | スリナム国民党 |
| 6      |        | ロナルト・フェネティアーンRonald Venetiaan       | 1991年9月16日  | 1996年9月15日  | スリナム国民党 |
| 7      |        | ユーレス・ヴェイデンボスJules Wijdenbosch        | 1996年9月15日  | 2000年8月12日  | 国民民主党     |
| (6)    |        | ロナルト・フェネティアーンRonald Venetiaan       | 2000年8月12日  | 2010年8月12日  | スリナム国民党 |
| 8      |        | デシ・ボーターセ Dési Bouterse                   | 2010年8月12日  | 2020年7月16日  | 国民民主党     |
| 9      |        | チャン・サントクヒChandrikapersad Santokhi       | 2020年7月16日  | 現職           | 進歩改革党     |